# Paralecanium milleri
Paralecanium milleri är en insektsart som beskrevs av Takahashi 1939. Paralecanium milleri ingår i släktet Paralecanium och familjen skålsköldlöss. Inga underarter finns listade i Catalogue of Life.